# オリヴィエ (パラディン)
オリヴィエ （Olivier）は、シャルルマーニュの戦いなどの伝説の集合体「フランスの話材」に登場するパラディン。ローランの歌などの登場人物（実在の人物）。パラディンの一人。ローラン （オルランドゥ）の幼馴染にして親友であり、知将でもある。フランス軍きっての常識人。

## ローランとの出会い
ローランとオリヴィエは武勲詩ジラール・ド・ヴィエンヌにおいて出会う。
長年継続したシャルルマーニュとその臣下ジラールとの紛争が、遂に双方の勇士による一騎打ちにより決着されることと決まった。シャルルマーニュ側の代表に選ばれた若者こそ、ローランであった。そしてジラール側の代表に選ばれた若者こそ、オリヴィエであった。
二人の一騎打ちは、神の介入により未決に終わる。天使は二人に、相争うのでなく、手を取り合ってスペインへと侵攻することを命じたのである。ローランとオリヴィエは友情を誓い、生涯の戦友となった。オリヴィエの妹オードの美しさに惚れ込んだローランは、オードと婚約した。シャルルマーニュとジラールは遂に和議を結び、その軍勢はスペインへと出立したのであった。

## ローランの歌
ローランと深く信頼し合っており、よき戦友にして助言者。妹オードはローランの婚約者である。愛剣はオートクレールと名付けられた優美な剣で、茶褐色の刀身を持ち、柄は黄金色で水晶が飾られていたとされている。『イリアス』のアキレウスとパトロクロスのような、男同士の親密な友愛を感じさせると評されている。特に、ローランがどちらかというと勇猛一辺倒なのに対し、オリヴィエは冷静で的確な判断をする知将のイメージが強い。
作中、オリヴィエはローランとともに殿軍の任務に従事。サラセン軍を最初に見たときに、援軍を呼ぶ角笛を吹くようにとのオリヴィエの提案は、メンツに拘るローランに拒否されてしまう。これに従っていれば、ロンスヴォーの大敗はなかったと思われる。
ロンセスバージェスの戦いでは大活躍をする。倒した敵将の数は、実はローランより上であり、個人的な武勇も高い。最後はイスパニアの将軍マルガニスに致命傷を受け、相手を倒しはしたものの、自分もそのまま死んでゆく。

## その他
フランスの武勲詩では、異教徒の巨人、フィエラブラと戦い、これを打ち負かした上、キリスト教に改宗させるエピソードも存在する。
また、アリオストによるイタリアの叙事詩、『狂えるオルランド』にも登場。ただし活躍はあまり多くなく、オルランド（ローランのイタリア語読み）のサポートはもっぱらアストルフォやフロリマールが担当している。むしろ、オリヴィエの2人の息子達のほうが出番は多い。
ほぼ唯一の見せ場は、オルランドの持つ名剣ドゥリンダナを掛けてアフリカで異教徒と3対3の変則的な試合を行ったときのこと。その試合の申し込みを受けたオルランドは、その場にいた騎士の中からオリヴィエとフロリマールを指名して戦いに臨んでいる（リナルド、ルッジェーロらはその場いなかったため不参加）。アフリカ王・アグラマンテを相手に優勢に戦うものの、瞬間的に1対2の状況となった際、イスラムの戦士・ソブリノの攻撃を受け落馬。そのさい、馬に足を挟まれて身動きができなくなってしまったものの、チームが勝利したためなんとか生存を果たした。